# قائمة زملاء الجمعية الملكية المنتخبين في 1899
هذه الصفحة تعرض قائمة زملاء الجمعية الملكية المُنتخبين لعام 1899.

## الزملاء
- ديفيد بروس
- Clement Reid [الإنجليزية]‏
- سي. لويد مورغان [الإنجليزية]‏
- Alfred Cort Haddon [الإنجليزية]‏
- Richard Threlfall [الإنجليزية]‏
- هنري هيد
- James Sykes Gamble [الإنجليزية]‏
- ويليام إف. باريت [الإنجليزية]‏
- Robert Romer [الإنجليزية]‏
- هنري جون هورستمان فنتون
- Henry Selby Hele-Shaw [الإنجليزية]‏
- Ernest Starling [الإنجليزية]‏
- Bertram Windle [الإنجليزية]‏

## الأعضاء الأجانب
- جورج فون نيوماير
- Anton Dohrn [الإنجليزية]‏
- Melchior Treub [الإنجليزية]‏
- لودفيغ بولتزمان